# 순다 왕국
순다 왕국(ᮊᮛᮏᮃᮔ᮪ ᮞᮥᮔ᮪ᮓ 또는 소위 Karajaan Sunda)은 인도네시아 말레이 제도에 있던 고대 왕국으로, 669년부터 1579년까지 존속하였다. 주요민족은 순다인이고 669년 타루스바와(Tarusbawa)가 건국한 이래 40명의 왕이 존재하였다. 수도인 파쿠안 파자자란(Pakuan Pajajaran)을 따서 파자자란 왕국이라고 부르기도 한다.)

## 7-8 세기

### 초기 역사와 분열
타루마나가라의 사위이자 봉신이었던 타루스바와는 장인이 죽자 타루마나가라의 왕위에 오른다.(669년 5월 18일) 그리고 국호를 순다라고 개칭한다. 타루스바와의 즉위에 반대한 타루마나가라의 또다른 봉신이었던 브레티칸다윤에 의해 타루마나가라는 순다 왕국과 갈루 왕국으로 분리된다.(670)

### 산자야 왕(순다왕 723-732/ 마타람왕 732-)
타루스바와의 아들이 타루스바와보다 먼저 죽으면서, 타루스바와의 손녀인 테자켄카나 공주가 순다의 상속자가 되었다. 그녀는 산나의 조카인 라케안 잠리와 결혼하는데, 잠리는 순다의 왕이 되었고 또한 갈루의 왕도 되었다.리잠리가 갈루의 왕이 되자 사람들은 그를 산자야(Sanjaya)라고 불렀다.

#### 왕이 된 산자야
산자야가 순다의 왕이 된 과정은 이러하다. 갈루의 산나 왕의 여동생인 산나하의 아들이었던 산자야는 산나왕을 내쫓은 푸르바소라에게 복수를 다짐했다. 그래서 산나 왕의 오랜 친구였던 타루스바와에게 아내가 아닌 자신이 순다의 왕이 되게 해달라고 소원을 빌었고, 그는 순다의 제 2 대 왕이 되었다.

#### 산자야의 복수
산자야는 산나의 오랜 친구 라부유트 사왈의 도움으로 사왈 지역에서 특수부대를 준비했다. 파티 앙가다가 지휘하는 순다 정규군과 산자야가 지휘하는 특수부대는 푸르바소라의 사위인미비마락사를 제외한 거의 대부분의 푸르바소라 가문을 멸족시켰다.
산나는 산자야에게 푸르바소라를 제외한 갈루 왕가를 예우해 달라 부탁하였고, 산자야 또한 갈루에 관심이 없었다. 그래서 숙부 셈팍와자를 통해 푸르바소라의 동생 데무나완에게 갈루의 왕이 될 것을 명령하였으나, 셈팍와자는 이것이 산자야가 데무나완을 죽이려한다고 생각하여 거절하였다.

#### 갈루의 왕이 된 산자야
결국 산자야는 갈루의 왕이 되었다. 이로서 순다와 갈루는 다시 하나가 되었다. 그러나 갈루의 궁정은 산자야를 거부했고, 산자야는 파자자란에 거해야하는 순다의 왕이었다. 결국 산자야는 푸르바소라의 손자 프레마나 디쿠수망게 갈루의 왕을 넘겨주었다.

#### 마타람 왕국의 건국
산자야는 칼링가의 왕위 계승권 또한 갖고 있었다. 그러하여 산자야는 732년 칼링가의 왕이 되었고 마타람 왕국의 산자야 왕조를 세웠다. 순다의 왕은 산자야의 아들이었던 탐페란 왕자(라케얀 파나라반)이 되었다.

### 순다 왕국의 왕계
순다의 왕계는 이러하다.
1대 타루스바와(669-723)
2대 산자야(잠리) (723-732)
3대 라케얀 파나라반 (732-)

## 갈루왕국
[갈루왕국]은 순다와는 또다른 역사를 가지고 있었다. 순다왕국과는 치타룸(Citarum River)을 기준으로 나뉜다.

### 푸르바소라의 반정(716)
산나왕은 치아가 없던 형 셈팍와자를 대신해 왕에 올랐다.(709-716) 그러나 형의 아들인 푸르바소라가 성장하면서 왕위를 노렸다. 산나왕 자체가 논란이 많은 왕이었기 때문에 푸르바소라의 난은 성공하고 패배한 산나왕은 할머니의 국가 칼링가로 도망간다.(716)

### 갈루의 왕계
1대 브레티칸다윤(670-702)
2대 00(702-709)
3대 산나(709-716) *푸르바소라의 반정으로 자바의 칼링가 왕국으로 도망감
4대 푸르바소라(716-)
5대 산자야

## 10세기
순다왕국의 역사는 7-16세기까지 약 1천년에 걸쳐 있다. 7세기 유적 중 하나는 반둥(Bandung)의  보종멘제(Bojongmenje) 힌두사원이다. 자바의 가장 이른 사원 구조 중 하나로, 중자바(Central Java) 디엥 사원(Dieng temple)들보다 오래되었으며, 순다왕국과 연결되어 있다.
초기에는 불분명하지만 후대 카리타 파라향안(Carita Parahyangan) 시기에 작성된 두 문서만 있기 때문이다. 서자바의 이전 왕국인 타루마나가라(Tarumanagara)와의 관계는 불분명하다. 그러나 14세기 말 이후 시기 역사, 국왕 와스투 칸카나(Wastu Kancana)와 스리 바두가 마하라자(Sri Baduga Maharaja)의 통치 이후 시기에 보다 뚜렷하다. 이는 주로 사료의 사용 가능성, 외국 기록의 수, 특히 포르투갈인의 수마 오리엔탈(Suma Oriental), 특히 바투툴리스 비문(Batutulis inscription) 등의 '프라사스티(prasasti)' 즉 일부 석비, 부장가 마닉(Bujangga Manik)과 상향 식사칸다 응 카레시안(Sanghyang Siksakanda ng Karesian)의 현지의 초기 사료 문서를 이용할 수 있기 때문이다.

### 라크랸 주루 판감밧
보고르(Bogor) 인근에서 발굴된 932년 제작 케본 코피 2세 비문(Kebon Kopi II inscription)에 의하면, 라크랸 주루 판감밧(Rakryan Juru Pangambat)이라는 사냥꾼이 국가의 통치권이 순다 국왕에게 돌아갔다고 선언했다.:381 이 비문은 카위 알파벳(Kawi alphabet)으로 기록되었지만, 흥미롭게도 언어는 고대말레이어(Old Malay)로 적혀 있다. 고고학자 보쉬(F.D.K. Bosch)는 이것이 서자바에 대한 스리비자야의 영향이라고 주장하였다. 프랑스인 역사학자 끌로드 기요(Claude Guillot)는 이는 아마도 스리비자야로부터 순다 왕국이 독립을 선언한 것이었을 것이라고 주장하였다.

### 자야부파티

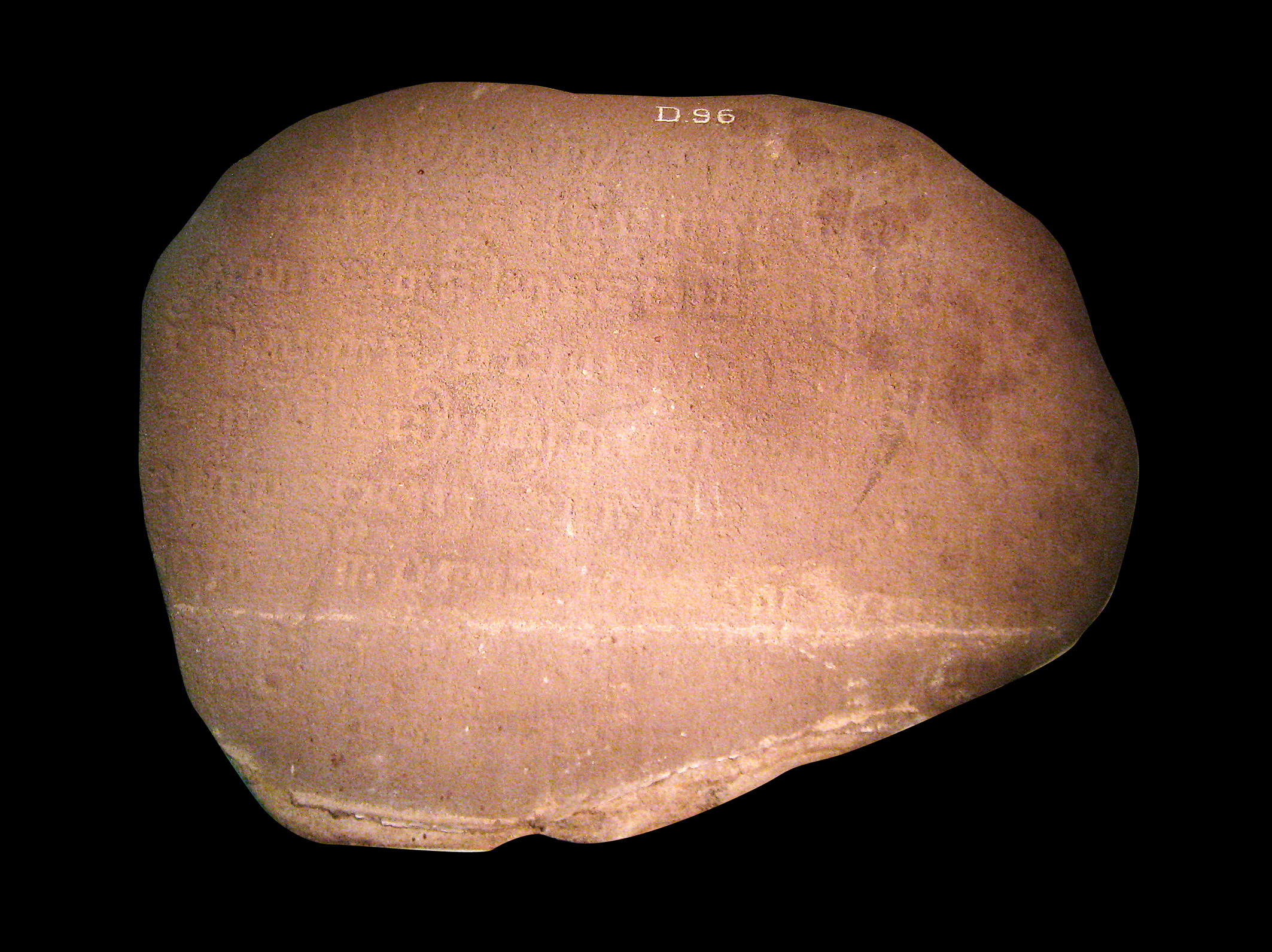
상향 타팍 비문

수카부미(Sukabumi) 인근 시바닥(Cibadak)에서 발견된 1030년 제작 상향 타팍 비문(Sanghyang Tapak inscription)에 의하면, 국왕 마하라자 스리 자야부파티(Maharaja Sri Jayabupati)는 상향 타팍이라는 성스러운 사원을 건설하였다. 흥미롭게도 비문 양식은 마타람 왕국(Mataram kingdom)의 다르마왕사(Dharmawangsa) 궁정과 비슷하게 동 자바 문자, 언어, 스타일을 보여준다. 이때의 순다왕국은 마타람왕국의 영향에 있거나 자야부파티가 자바문화에 동의하누것을 시사한다.
카리타 파라향안(Carita Parahyangan)의 스리 자야부파티(Sri Jayabupati)는 프라부 데탸 마하라자(Prabu Detya Maharaja)로 언급되어 있다. 케디리(Kediri) 남부에서 발견되뉴11세기 호렌 비문(Horren inscription)은 '사트루 순다(çatru Sunda)' 즉 '순다에서 온 적'("enemy from Sunda")이 침공하여 동자비 마을들을 위협했다고 적혀 있다.:388
스리 자야부파티 이후, 다음 통치자를 언급하는 석비가 발견되지 않았다. 11-14세기에 발굴된 실재 즌거는 없다. 이 시기에 관한 지식 대부분은 카리타 파라향안에서 왔다.
송(宋)의 문헌으로 1200년경 저술된 조여괄(趙汝适)의 『제번지(諸蕃志)』는 스리비자야가 여전히 수마트라, 말레이반도, 그리고 '신타국(新拖國)' 즉 순다를 지배하였다고 기록되어 있다. 『제번지』는 순다 항구를 전략적이고 번성하며 순다 후추는 최상의 품질이라고 전한다. 백성들은 농업에 종사하며 집은 나무막대(rumah panggung)로 지어졌다. 그러나 도둑이 나라를 덮쳤다고 한다. 조여괄이 말하는 순다 항구는 순다 켈라파(Sunda Kelapa)가 아니라 구 반텐(Old Banten)으로 보인다. 13세기까지 수마트라에 기반을 둔 스리비자야 만달라가 해양무역을 여전히 지배했던 것으로 보인다.

## 동군 연합
순다와 갈루는 산자야의 경우와 비슷하게 한 명의 왕이 두 왕국을 공동으로 통치하는 경우가 있었다.

## 수도
수도는 파쿠안 파자자란(Pakuan Pajajaran)으로 오늘날 인도네시아 자와바라트(Jawa Barat) 주 보고르(Bogor)에 해당한다.

## 멸망
16세기 이후 자바(Java)의 마자파힛 제국(Majapahit Empire)을 멸망시킨 드막 술탄국(Demak Sultanate) 같은 여러 이슬람 세력이 순다왕국을 위협하자, 포르투갈과 협정을 맺어 살아남으려 애썼다.(이 때 순다왕국이 포르투갈에 약속한 항구가 바로 오늘날 자카르타이다.) 결국 반튼 술탄국(Banten Sultanate)에 의해 수도 파자자란이 함락된다. 이후 몇 명의 왕이 지방으로 대피해 항전하지만 이 세력들도 결국에는 반튼 술탄국에 의해 진압된다.

## 같이 보기
- 인도네시아의 역사
- 순다인

1. 1 2  Marwati Djoened Poesponegoro; Nugroho Notosusanto (2008). 《Sejarah Nasional Indonesia: Zaman Kuno》 (인도네시아어). Balai Pustaka. ISBN 978-9794074084. OCLC 318053182.
2. ↑  Drs. R. Soekmono (1973). 《Pengantar Sejarah Kebudayaan Indonesia 2, 2nd ed.》. Yogyakarta: Penerbit Kanisius. 60쪽.